# ルドヴィック・ピエト
ルドヴィック・ピエト(Ludovic Piette または ルドヴィック・ピエト＝モンフーコー、Ludovic Piette-Montfoucault、1826年5月11日 - 1878年4月14日）はフランスの画家である。有名な印象派の画家たちの中で活動した。

## 略歴
現在のドゥー＝セーヴル県のニオールの名家に生まれた。パリにでて、イジドール・ピルス、トマ・クチュールのもとで学んだ。クチュールのスタジオでは、エドゥアール・マネと知り合った。私立の美術学校、アカデミー・シュイスでも学び、学生のカミーユ・ピサロと知り合い友人となり、ピサロから大きな影響を受けた。この時代、明るい色調の印象派のスタイルで自然の風景や町並みを描いた。
1864年を過ぎるころから、体を悪くして療養のために田舎で暮らすようになり、ブルターニュで過ごした後、ルーヴシエンヌ、ポントワーズで暮らし、ポントワーズには、ピサロやポール・セザンヌら、印象派の画家が集まってきていた。
1878年にピサロに頼まれて、第3回の印象派展に出展した。翌年ピエトが没した後、第4回の印象派展では別室で代表作を展示した小展覧会がピサロによって準備された。

## 作品

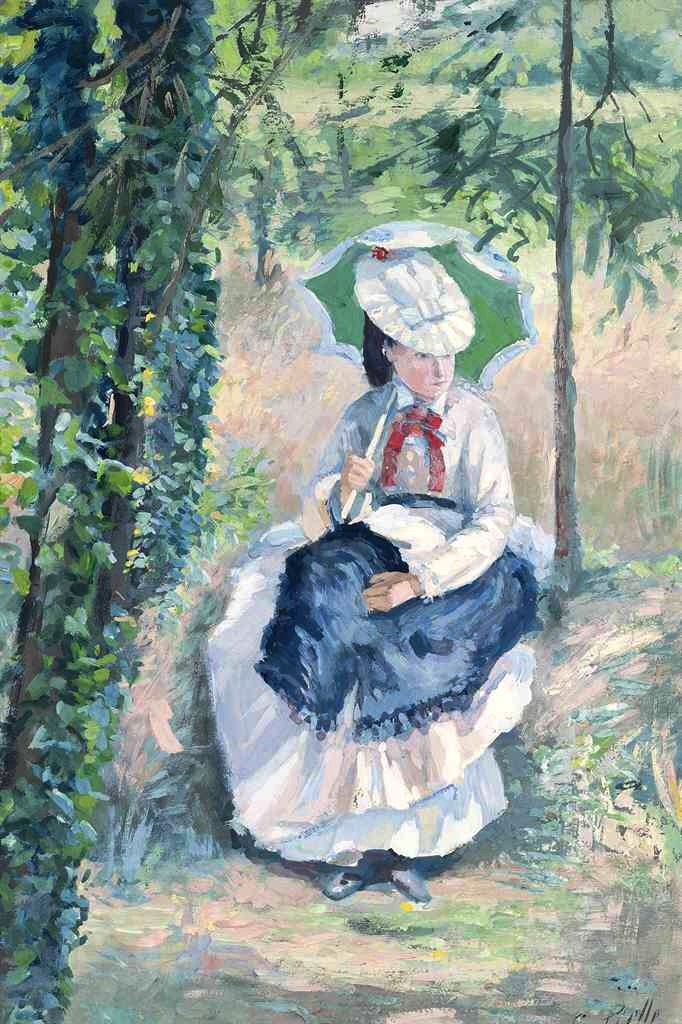
ピエール夫人と傘
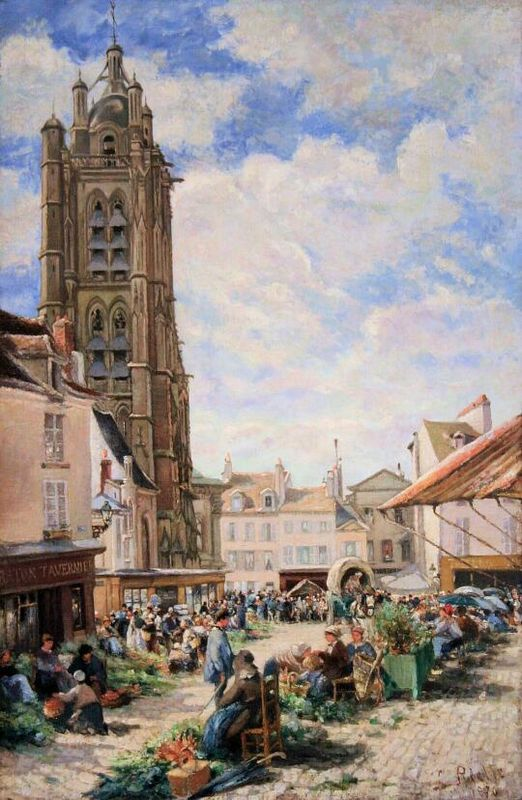
Place du Grand Martroyの市場
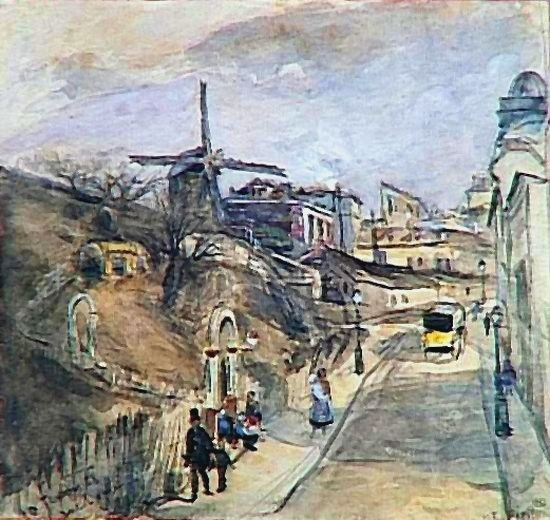
Galetteの風車
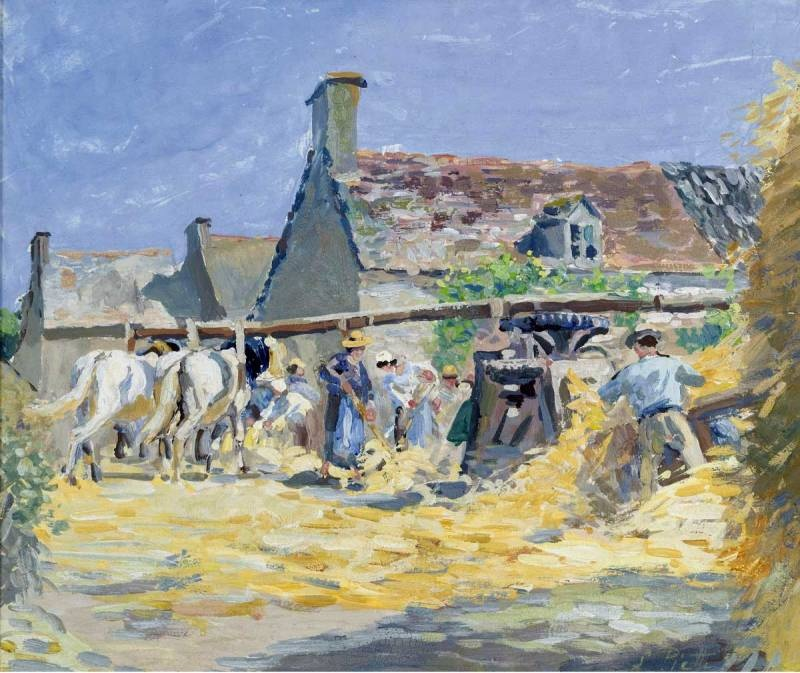
モンフーコーの農作業

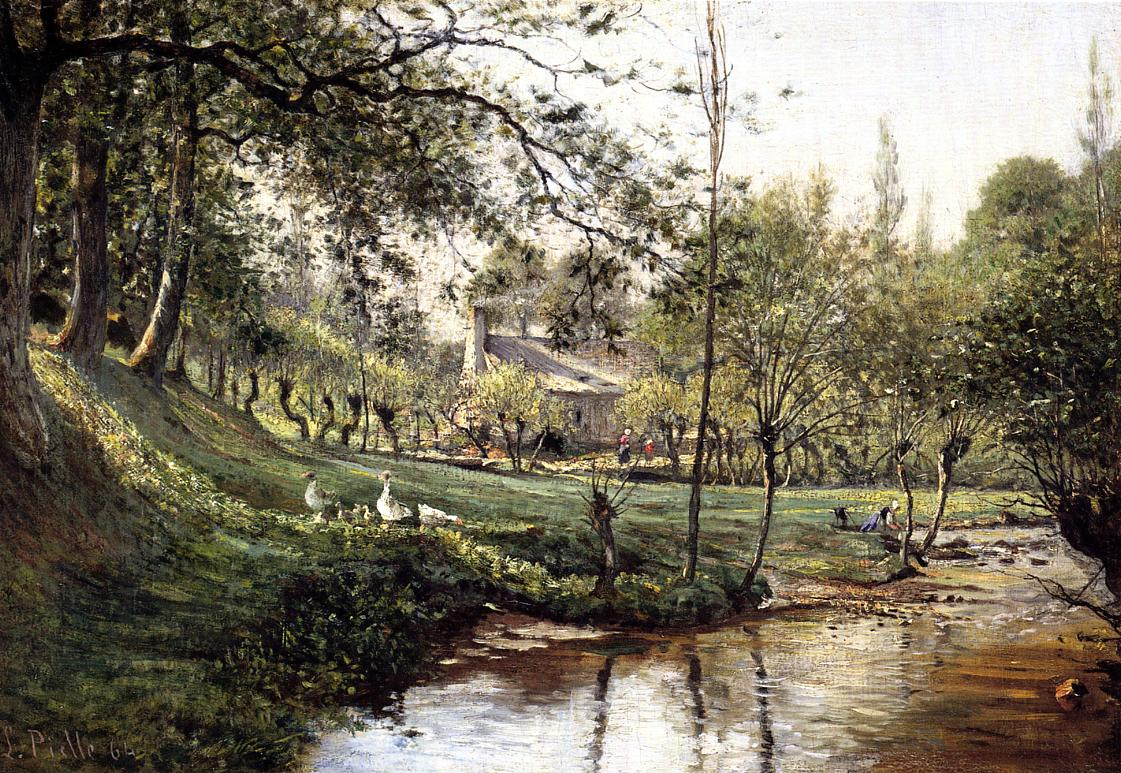
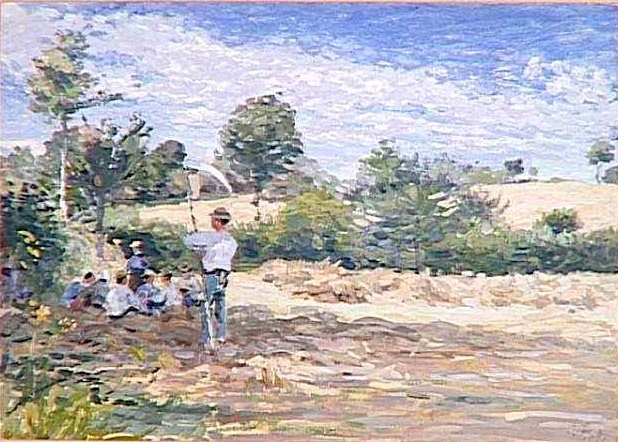
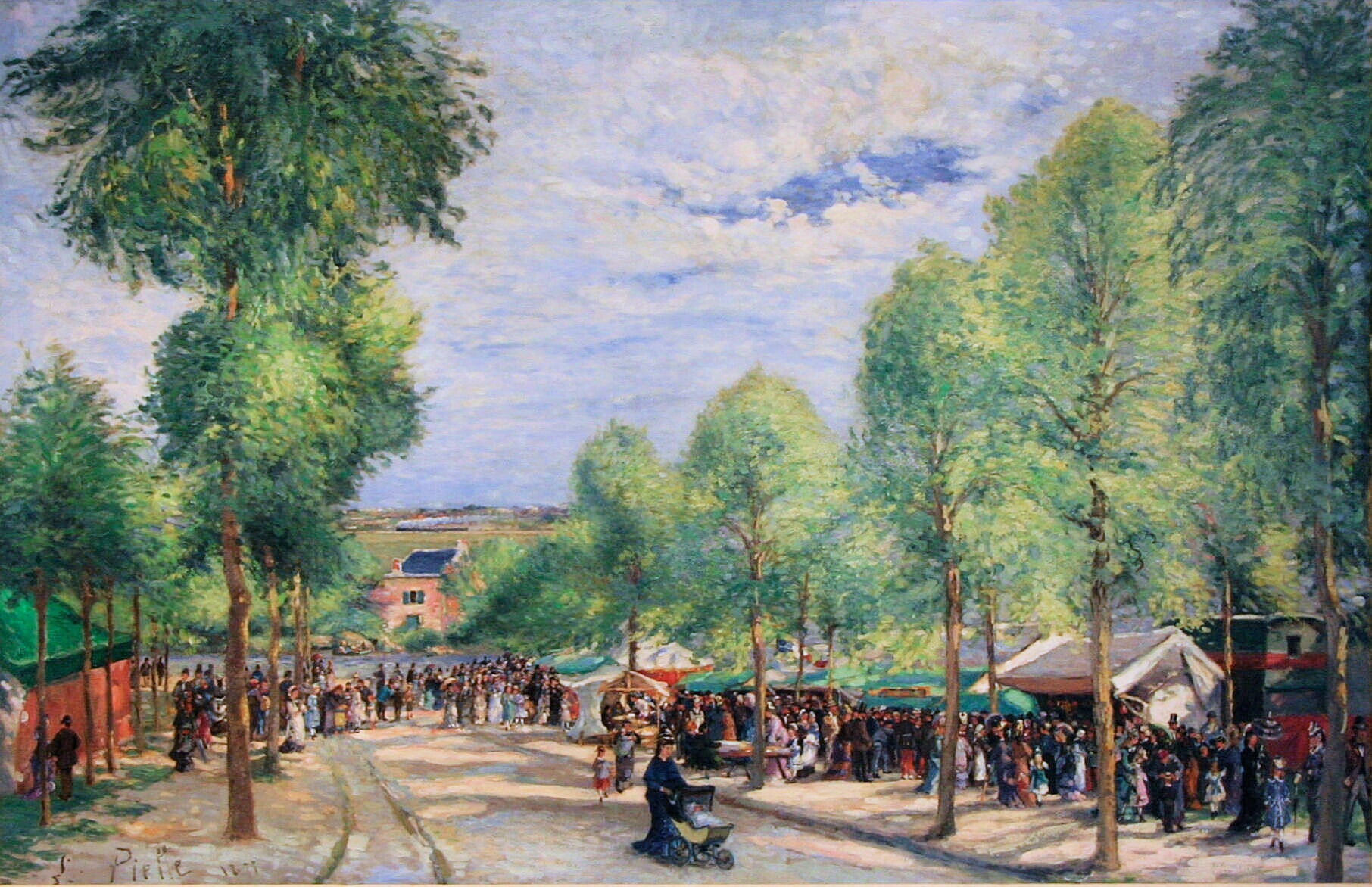
ポントワーズの通り
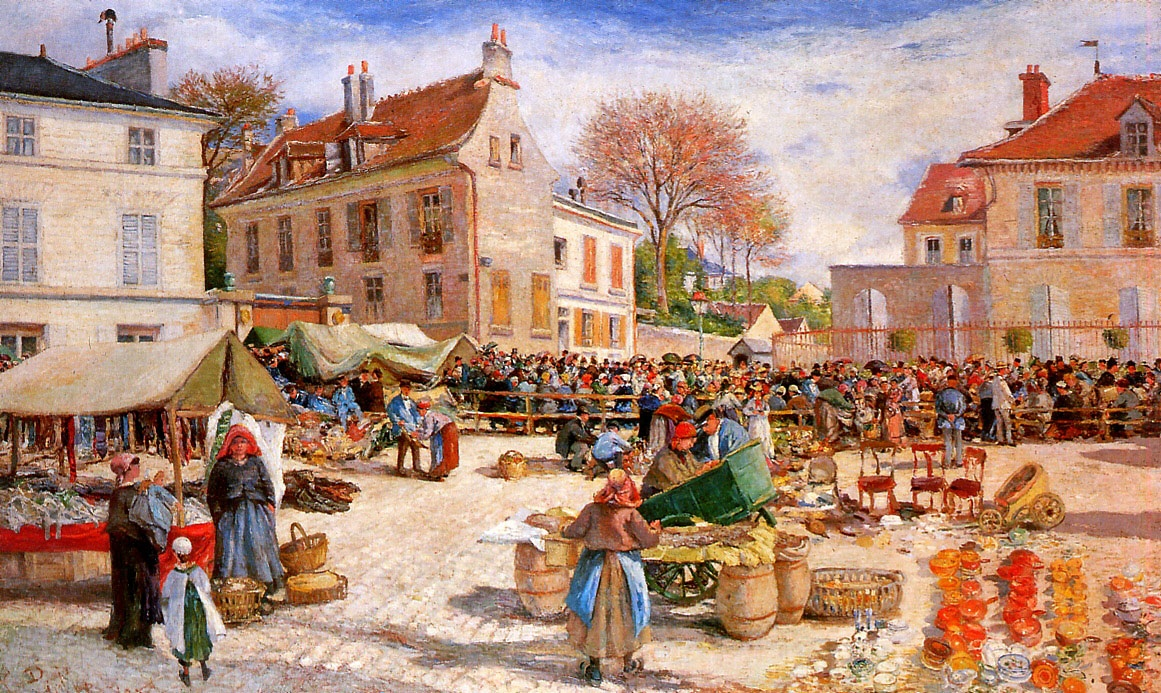
ポントワーズの市場